# Estera (grška)
Estera (grška) je grška različica izvirne hebrejske svetopisemske Esterine knjige. Spada pod devterokanonične knjige Stare zaveze, čeprav se ne šteje kot ena izmed 73 knjig. Zanjo je značilno, da se od hebrejske Estere precej razlikuje, saj ne gre za prevod, temveč za predelavo. Razlikuje pa se tudi po tem, da vsebuje devet dodatkov, ki jih hebrejska nima.
Besedilo je po vsej verjetnosti nastalo v obdobju poznega helenizma, ko je grščina postala vsakdanji občevalni jezik med heleniziranimi Judi, katerih večina sploh ni več razumela hebrejščine. Ker nekateri motivi in zgodovinski podatki kažejo precej sorodnega z motiviko in podatki v knjigah Makabejcev, se zdi upravičena domneva, da so te knjige nastale približno ob istem času in v podobnem okolju. Vseeno je grško Estero težko zanesljivo datirati. V strokovni literaturi se pojavljajo različni poskusi datacije, ki segajo od leta 167 pr. n. št. do leta 77 pr. n. št.. Po vsej verjetnosti je delo nastalo nekako v vmesnem časovnem obdobju.
V slovenščino je bila prvič prevedena ob izdaji Slovenskega standardnega prevoda Svetega pisma (SSP), medtem ko so bili v prejšnjih izdajah oziroma prevodih Svetega pisma vključeni le njena dopolnila (dodatki). Kot prva jih vsebuje Dalmatinova Biblija. Za primer, Chráskovo Sveto pismo ne vsebuje devterokanoničnih knjig, tako so tudi grški dodatki Estere iz njega izostali.

## Številčenje poglavij v različnih izdajah
V tabeli je navedena primerjava oznak dodatkov ter njih nahajanje v standardnem prevodu ter ekumenski izdaji (EKU) iz leta 1974.
| Estera (hebrejska) v SSP in EKU | Estera (grška) v SSP (2001) | Estera (grška) v SSP (?) | Dodatki (grški) k Esteri v EKU |
| ------------------------------- | --------------------------- | ------------------------ | ------------------------------ |
| /                               | A                           | 1                        | 11,2-12,6                      |
| 1,1-22                          | 1,1-22                      | 2                        | /                              |
| 2,1-23                          | 2,1-23                      | 3                        | /                              |
| 3,1-13                          | 3,1-13                      | 4                        | /                              |
| /                               | B                           | 5                        | 13,1-7                         |
| 3,14-15                         | 3,14-15                     | 6                        | /                              |
| 4,1-17                          | 4,1-17                      | 7                        | /                              |
| /                               | C                           | 8                        | 13,8-14,9                      |
| /                               | /                           | /                        | 15,1-3                         |
| /                               | D                           | 9                        | 15,4-15,19                     |
| 5,1-2                           | /                           | /                        | /                              |
| 5,3-14                          | 5,3-14                      | 10                       | /                              |
| 6,1-14                          | 6,1-14                      | 11                       | /                              |
| 7,1-10                          | 7,1-10                      | 12                       | /                              |
| 8,1-12                          | 8,1-12                      | 13                       | /                              |
| /                               | E                           | 14                       | 16                             |
| 8,13-17                         | 8,13-17                     | 15                       | /                              |
| 9,1-31                          | 9,1-31                      | 16                       | /                              |
| 10,1-3                          | 10,1-3                      | 17                       | /                              |
| /                               | F                           | 18                       | 10,1-11,1                      |